# Katherine McNamara

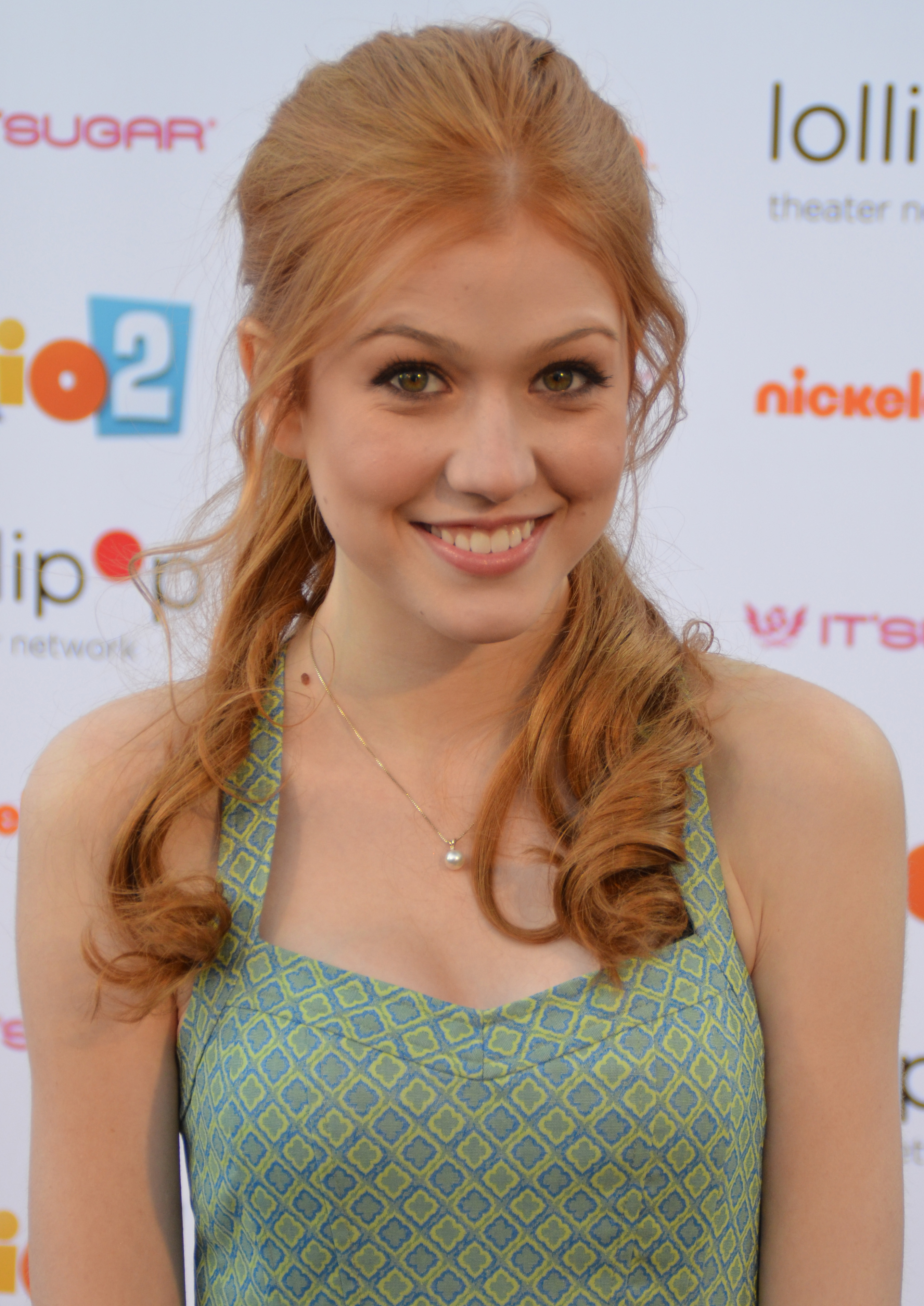
Katherine McNamara (2014)

Katherine Grace McNamara (ur. 22 listopada 1995 w Kansas City) – amerykańska aktorka, która wystąpiła m.in. w filmie Więzień labiryntu: Próby ognia i jego kontynuacji.

## Filmografia

### Filmy
| Rok  | Tytuł                                      | Rola           | Uwagi                             |
| ---- | ------------------------------------------ | -------------- | --------------------------------- |
| 2008 | Matchmaker Mary                            | Mary Carver    |                                   |
| 2009 | Sam Steele and the Junior Detective Agency | Emma Marsh     |                                   |
| 2011 | Sam Steele and the Crystal Chalice         | Emma Marsh     |                                   |
| 2011 | Sylwester w Nowym Jorku                    | Lily Bowman    | segment „Mother & Daughter Story” |
| 2012 | Last Ounce of Courage                      | Caroler        |                                   |
| 2013 | Contest                                    | Sarah O’Malley |                                   |
| 2013 | Tom Sawyer & Huckleberry Finn              | Becky Thatcher |                                   |
| 2015 | A Sort of Homecoming                       | Rose           |                                   |
| 2015 | Natural Selection                          | Paige Thomas   |                                   |
| 2015 | Więzień labiryntu: Próby ognia             | Sonya          |                                   |
| 2016 | Little Savages                             | Tiffany        |                                   |
| 2016 | Is That a Gun in Your Pocket?              | Sandy Keely    |                                   |
| 2018 | Więzień labiryntu: Lek na śmierć           | Sonya          |                                   |
| 2019 | Assimilate                                 | Hannah         |                                   |
| 2020 | Crisis on Infinite Earths                  | Mia Smoak      | film DVD                          |
| 2020 | Kappa Kappa Die                            | Charise        |                                   |
| 2021 | Trust                                      | Amy            |                                   |
| 2021 | Finding You                                | Taylor Risdale |                                   |

### Telewizja
| Rok       | Tytuł                     | Rola            | Uwagi                                              |
| --------- | ------------------------- | --------------- | -------------------------------------------------- |
| 2012      | Dziewczyna kontra potwór  | Myra Santelli   | film TV                                            |
| 2012–2013 | Z kopyta                  | Claire          | 3 odc.                                             |
| 2013      | Jessie                    | Bryn Breitbart  | 2 odc.                                             |
| 2014      | Happyland                 | Harper Munroe   | gł. obsada, 8 odc.                                 |
| 2014      | A Wife’s Nightmare        | Jackie          | film TV                                            |
| 2014–2016 | Transformers: Rescue Bots | Priscilla Pynch | głos; 6 odc.                                       |
| 2015      | The Fosters               | Ekaterina       | 3 odc.                                             |
| 2016–2019 | Shadowhunters             | Clary Fray      | gł. obsada                                         |
| 2016      | Indiscretion              | Lizzy           | film TV                                            |
| 2018-2020 | Arrow                     | Mia Smoak       | główna obsada (sezon 8) rola powracająca (sezon 7) |
| 2019      | Supergirl                 | Mia Smoak       | odcinek "Crisis on Infinite Earths, Part 1"        |
| 2019      | Batwoman                  | Mia Smoak       | odcinek "Crisis on Infinite Earths, Part 2"        |
| 2019      | Flash                     | Mia Smoak       | odcinek "Crisis on Infinite Earths, Part 3"        |
| 2020      | Bastion                   | Julie Lawry     | 4 odc.                                             |

McNamara ma poza tym na koncie liczne role gościnne w serialach, m.in. CSI: Kryminalne zagadki Las Vegas, Unforgettable: Zapisane w pamięci, Prawo i porządek: sekcja specjalna.